# Jamie Hamilton
Jamie Hamilton (anglès: James Hamilton)  (Indianàpolis, 15 de novembre de 1900 - Westminster, 24 de maig de 1988) fou un remer i publicista britànic que va competir durant les dècades de 1920 i 1930. Va fundar l'editorial Hamish Hamilton Limited.
Va estudiar dret i llengua al Gonville and Caius College de Cambridge, abans de destacar en el rem al Thames Rowing Club. Va ser membre de l'equip que guanyà la Grand Challenge Cup a la Henley Royal Regatta el 1927 i 1928. El 1928 va prendre part en els Jocs Olímpics d'Amsterdam, on guanyà la medalla de plata en la prova del vuit amb timoner del programa de rem.  Es va casar amb Jean Forbes-Robertson el 1929,  però el 1933 se'n separà.
Hamilton era un empleat del departament de llibres a Harrods abans de fundar la seva pròpia editorial Hamish Hamilton als anys trenta. Va continuar publicant un gran nombre d'autors britànics i nord-americans prometedors, molts dels quals eren amics personals. Jamie Hamilton va vendre l'empresa a la Thomson Organization el 1965, que la va revendre a Penguin Books el 1986.